# Titaguas
Titaguas község Spanyolországban, Valencia tartományban. Titaguas Alpuente, Chelva, Tuéjar, Santa Cruz de Moya és Aras de los Olmos községekkel határos. Lakosainak száma 494 fő (2024).

## Népesség
A település népessége az utóbbi években az alábbiak szerint változott:
| Lakosok száma | 562  | 544  | 541  | 525  | 508  | 502  | 450  | 453  | 485  | 494  |
|               | 2001 | 2004 | 2007 | 2009 | 2012 | 2014 | 2017 | 2019 | 2022 | 2024 |